# Manuel Bompard
Manuel Bompard (Firminy, 30 marzo 1986) è un politico francese, europarlamentare dal 2019 al 2022 e poi deputato della Repubblica francese dal 2022 per il movimento La France Insoumise, di cui è coordinatore del gruppo operativo nazionale.

## Biografia
Diplomato a una scuola d'ingegneria e laureato in matematica all'università di Nizza, ha partecipato al lancio di una startup specializzata in intelligenza artificiale e apprendimento automatico. 
Politicamente si attiva nella campagna elettorale per il No al Referendum francese sulla Costituzione Europea del 2005 e poi nella lotta contro l'approvazione del Contrat première embauche (CPE) del 2006.
Aderisce Parti de gauche fin dalla sua nascita e nel 2010 ne diventa segretario nazionale. Candidato alle elezioni dipartimentali in Haute-Garonne nel 2015, non risulta eletto.
Nel 2017 con la candidatura alle elezioni presidenziali di Jean-Luc Mélenchon per La France Insoumise è organizzatore della campagna elettorale insieme a Alexis Corbière. Candidato deputato alle elezioni legislative dello stesso anno, non viene eletto.
Nell'autunno successivo diventa coordinatore del gruppo operativo nazionale di La France Insoumise, carica che lascia nel giugno 2019 dopo essere stato eletto Europarlamentare. 
Alle elezioni presidenziali del 2022 è nuovamente l'organizzatore della campagna elettorale di Mélenchon. Nel giugno dello stesso anno viene eletto all'deputato della Repubblica francese, pertanto si dimette dall'Europarlamento. Nel dicembre successivo torna a coprire il ruolo di coordinatore del gruppo operativo nazionale di La France Insoumise.